# Profilage de personnes
Pour les articles homonymes, voir profilage.
Le profilage est le processus de construction du profil d'un utilisateur à l'aide de ses données sociales. En général, le profilage fait référence au processus de science des données pour générer le profil d'une personne à l'aide d'algorithmes et de technologies informatiques. Il existe de nombreux supports et plateformes pour partager cette information à l'aide du nombre croissant de réseaux sociaux performants, notamment LinkedIn, Google+, Facebook et Twitter. 

## Profil social et données sociales
Les données sociales d'une personne fait référence aux données personnelles générées en ligne ou hors ligne. Une grande quantité de ces données, y compris la langue, la localisation et les intérêts, est partagée via les médias sociaux et les réseaux sociaux. Globalement, cette information peut construire le profil social d'une personne.
Il est plus et plus difficile d'atteindre le niveau de satisfaction de l'utilisateur pour la collecte d'information. Cela est dû au trop grand bruit généré, ce qui affecte le processus de collecte d'informations en raison de l'augmentation explosive des données en ligne. Le profilage social est une approche émergente visant à surmonter les difficultés rencontrées pour répondre aux demandes des utilisateurs en introduisant le concept de recherche personnalisée tout en tenant compte des profils d'utilisateurs générés à l'aide de données de réseau social. Une étude examine et classifie la recherche déduisant les attributs de profil social des utilisateurs à partir des données de médias sociaux en tant que profilage individuel et de groupe. Les techniques existantes ainsi que les sources de données utilisées, les limites et les défis ont été soulignés. Les principales approches adoptées incluent l’apprentissage automatique, l’ontologie et la logique floue. Les données des médias sociaux de Twitter et Facebook ont été utilisées par la plupart des études pour déduire les attributs sociaux des utilisateurs. La littérature a montré que les attributs sociaux des utilisateurs, notamment l’âge, le sexe, le lieu de résidence, le bien-être, les émotions, l’opinion, les relations, l’influence restaient à explorer.

### Métamoteurs de recherche personnalisés
La quantité croissante de contenu sur Internet a entraîné une maîtrise insuffisante des résultats du moteur de recherche centralisé,. Il ne peut plus satisfaire la demande d'informations de l'utilisateur. Une solution possible qui augmenterait la couverture des résultats de recherche serait les métamoteurs de recherche, une approche qui collecte des informations à partir de nombreux moteurs de recherche centralisés. Un nouveau problème apparaît alors : trop de données et trop de bruit est généré lors du processus de collecte. Par conséquent, une nouvelle technique appelée métamoteur de recherche personnalisé émerge, qui fait référence au profil de l'utilisateur (principalement le profil social) pour filtrer les résultats de la recherche. Le profil d'un utilisateur peut être une combinaison d'un certain nombre d'éléments, y compris, sans toutefois s'y limiter, « les intérêts sélectionnés par le manuel de l'utilisateur, l'historique de recherche de l'utilisateur » et les données de réseaux sociaux personnels.

## Profilage sur le web
Sur le web, la position prise sur la question des cookies est déjà un début de profilage: les publicitaires ont accès à cinq informations sur l'internaute qui accepté les cookies mais de deux seulement pour l'internaute qui refuse. Ces deux informations sont le site web consulté et le refus lui-même. toutefois, le fait de refuser les cookies révèle l'appartenance à un groupe plus petit.

## Profilage sur les réseaux sociaux
Selon Warren et Brandeis (1890), la divulgation d'informations personnelles et leur utilisation abusive peuvent nuire à la sensibilité des gens et causer des dommages considérables à leur vie sociale ou personnelle. Les réseaux sociaux fournissent aux utilisateurs un accès à des interactions en ligne intimes. Par conséquent, le contrôle de l'accès aux informations, les transactions d'informations, les problèmes de confidentialité, les connexions et les relations sur les médias sociaux, etc., sont devenus des domaines de recherche importants et font l'objet d'une préoccupation générale du public. Selon Ricard Fogues et d'autres coauteurs, « tout mécanisme de confidentialité a à sa base un contrôle d'accès », qui dicte « la manière dont les autorisations sont accordées, quels éléments peuvent être privés, comment les règles d'accès sont définies, etc. » Le contrôle d’accès actuel pour les comptes de médias sociaux tend à rester très simpliste: la diversité des catégories de relations pour les comptes de réseaux sociaux est très limitée. Les relations des utilisateurs avec les autres sont, sur la plupart des plateformes, classées uniquement comme « amis » ou « non amis » et les utilisateurs peuvent transmettre des informations importantes aux « amis » de leur cercle social, mais pas nécessairement aux utilisateurs avec lesquels ils souhaitent consciemment partager les informations. La section ci-dessous concerne le profilage sur les médias sociaux et ce que les informations de profilage sur les comptes de médias sociaux peuvent atteindre.

### Violations de la vie privée
De nombreuses informations sont volontairement partagées sur les réseaux sociaux en ligne, et de nombreuses personnes sont assurées que différents comptes de réseaux sociaux sur différentes plates-formes ne seront pas liés tant qu'ils n'accorderont pas la permission à ces liens. Cependant, selon Diane Gan, les informations recueillies en ligne ont permis « d'identifier des sujets cibles sur d'autres sites de réseaux sociaux tels que Foursquare, Instagram, LinkedIn, Facebook et Google+, où davantage d'informations personnelles ont été divulguées ».
La majorité des plates-formes de réseaux sociaux utilisent l'approche « opt-out » pour leurs fonctionnalités. Si les utilisateurs souhaitent protéger leur vie privée, il appartient à l'utilisateur de vérifier et de modifier les paramètres de confidentialité, car un certain nombre d'entre eux sont configurés avec l'option par défaut. Un grand nombre de plates-formes de réseaux sociaux ont développé des fonctions de géolocalisation et sont couramment utilisées. Ceci est inquiétant car 39 % des utilisateurs ont déjà expérimenté le profilage du piratage ; 78 % des cambrioleurs ont utilisé les principaux réseaux de médias sociaux et Google Street View pour sélectionner leurs victimes ; Un nombre étonnant de 54 % de cambrioleurs ont tenté de pénétrer dans des maisons vides lorsque des personnes ont affiché leur statut et leur géolocalisation.

### Facebook
La création et la maintenance de comptes de médias sociaux et ses relations avec les autres sont associées à divers résultats sociaux. Pour de nombreuses entreprises, la gestion de la relation client est essentielle et se fait en partie via Facebook. Avant l’émergence et la prédominance des médias sociaux, l’identification du client repose principalement sur les informations qu’une entreprise peut acquérir directement : par exemple, il peut s’agir du processus d’achat du client ou de la réalisation volontaire d’un sondage / programme de fidélité. Cependant, la montée des médias sociaux a considérablement réduit le processus de construction du profil / modèle du client sur la base des données disponibles. Les spécialistes du marketing recherchent désormais beaucoup d'informations sur les clients via Facebook. Il peut s'agir de diverses informations divulguées à tous les utilisateurs ou à des utilisateurs partiels sur Facebook : nom, sexe, date de naissance, adresse électronique, orientation sexuelle, état matrimonial, intérêts, loisirs, équipe(s) de sport préférée(s), athlète(s) préféré(s) ou musique préférée (plus important encore) sur Facebook.
Cependant, en raison de la conception de la politique de confidentialité, acquérir de vraies informations sur Facebook n’est pas une mince tâche. Souvent, les utilisateurs de Facebook refusent de divulguer de vraies informations ou définissent des informations uniquement visibles par leurs amis. Les utilisateurs de Facebook qui « aiment » votre page sont également difficiles à identifier. Pour faire le profilage en ligne des utilisateurs et pour regrouper les utilisateurs, les spécialistes du marketing et les entreprises peuvent accéder aux types de données suivants : sexe, adresse IP et ville de chaque utilisateur via la page Facebook Insight, qui « AIMENT » un certain utilisateur, une page liste de toutes les pages qu'une personne « AIMAIT » (données de transaction), d'autres personnes suivies par un utilisateur (même si elles dépassent les 500 premières, que nous ne pouvons généralement pas voir) et toutes les données partagées publiquement.

### Twitter
Lancé pour la première fois sur Internet en mars 2006, Twitter est une plate-forme sur laquelle les utilisateurs peuvent se connecter et communiquer avec n’importe quel autre utilisateur en seulement 280 caractères. Comme Facebook, Twitter est également un canal crucial pour que les utilisateurs puissent divulguer des informations importantes, souvent inconsciemment, mais pouvant être consultés et collectés par d'autres.
Selon Rachel Numer, sur un échantillon de 10,8 millions de tweets publiés par plus de 5 000 utilisateurs, leurs informations personnelles et partagées sont suffisantes pour révéler la fourchette de revenus d'un utilisateur. Un chercheur postdoctoral de l’université de Pennsylvanie, Daniel Preoţiuc-Pietro et ses collègues ont pu classer 90 % des utilisateurs dans des groupes de revenus correspondants. Après avoir été introduites dans un modèle d’apprentissage automatique, les données qu’elles ont collectées permettent d’obtenir des prévisions fiables sur les caractéristiques de chaque groupe de revenus.
La photo à droite représente une application mobile appelée Streamd.in. Il affiche les tweets en direct sur Google Maps en utilisant les détails de géolocalisation attachés au tweet et retrace les mouvements de l'utilisateur dans le monde réel.

### Profilage des photos sur les réseaux sociaux
L'avènement et l'universalité des réseaux de médias sociaux ont renforcé le rôle des images et de la diffusion d'informations visuelles. De nombreuses informations visuelles sur les médias sociaux transmettent des messages de l'auteur, des informations de localisation et d'autres informations personnelles. Dans une étude réalisée par Cristina Segalin, Dong Seon Cheng et Marco Cristani, ils ont découvert que le profil des photos de messages d'utilisateurs peut révéler des traits personnels tels que la personnalité et l'humeur. Dans l'étude, les réseaux de neurones convolutionnels (CNN) sont introduits. Il s'appuie sur les principales caractéristiques de l'esthétique informatique (mettant l'accent sur les « méthodes informatiques », « le point de vue de l'esthétique humaine » et « la nécessité de se concentrer sur les approches objectives ») définies par Hoenig (Hoenig, 2005). Cet outil peut extraire et identifier le contenu des photos.

### Tags
Dans une étude intitulée Un système de recommandation de balises Flickr basé sur des règles, l'auteur suggère des recommandations de balises personnalisées , largement basées sur des profils d'utilisateurs et d'autres ressources Web. Il s'est avéré utile sous de nombreux aspects : « indexation de contenu Web », « récupération de données multimédia » et recherches sur le Web d'entreprise.

## Publicité
De nos jours, les spécialistes du marketing et les détaillants renforcent leur présence sur le marché en créant leurs propres pages sur les médias sociaux, sur lesquels ils affichent des informations, demandent aux utilisateurs d’aimer et de partager pour participer à des concours, et bien plus encore. Des études montrent qu’une personne passe en moyenne 23 minutes par jour sur un site de réseautage social. Par conséquent, les entreprises, petites ou grandes, investissent dans la collecte d’informations sur le comportement des utilisateurs, leur classement, leurs avis, etc.
Cette collecte d'information sur le temps passé et les like permet de mettre en place le profilage.

### Facebook
Jusqu'en 2006, les communications en ligne n'étaient pas axées sur le contenu en termes de temps passé en ligne par les gens. Cependant, le partage et la création de contenu ont été la principale activité en ligne des utilisateurs de médias sociaux en général et cela a changé pour toujours le marketing en ligne. Dans le livre Advanced Social Media Marketing, l'auteur donne un exemple de la manière dont un planificateur de mariage à New York pourrait identifier son public lors de la commercialisation sur Facebook. Certaines de ces catégories peuvent inclure : (1) ceux qui vivent aux États-Unis ; (2) qui habitent à moins de 50 miles de New York ; (3) 21 ans et plus ; (4) femelle engagée. Indépendamment de votre choix de payer le coût par clic ou le coût par impressions / vues, « le coût des annonces du marché Facebook et des articles sponsorisés dépend de votre enchère maximum et de la concurrence des mêmes publics ». Le coût des clics est généralement compris entre 0,5 et 1,5 USD.

## Outils

### Klout
Klout est un outil en ligne populaire[pas clair] qui vise à évaluer l'influence sociale d'un utilisateur par le profilage social. Il prend en compte plusieurs plateformes de médias sociaux (telles que Facebook, Twitter, etc.) et de nombreux aspects et génère le score d'un utilisateur de 1 à 100. Quel que soit le nombre de préférences pour un poste ou les connexions sur LinkedIn, les médias sociaux contiennent de nombreuses informations personnelles. Klout génère un score unique qui indique l'influence d'une personne.
Dans une étude intitulée Combien de Klout avez-vous … Un test d'indices générés par le système sur la crédibilité de la source réalisée par Chad Edwards, les scores de Klout peuvent influer sur la crédibilité perçue des gens. Lorsque Klout Score devient une méthode populaire combinant un score permettant d’obtenir l’influence des personnes, il peut être un outil pratique et biaisé en même temps. Une étude de l'influence de David Westerman sur les adeptes des médias sociaux qui influencent les jugements des gens illustre ce biais possible que Klout peut contenir. Dans une étude, il a été demandé aux participants d’afficher six simulations de pages Twitter identiques avec une seule variable indépendante majeure : les suiveurs de page. Le résultat montre que les pages avec trop ou moins d'adeptes diminueraient sa crédibilité, malgré un contenu similaire. Le score de Klout peut également être sujet au même biais.
Bien que cela soit parfois utilisé lors du processus de recrutement, cela reste controversé.

### Kred
Kred attribue non seulement à chaque utilisateur un score d'influence, mais permet également à chaque utilisateur de revendiquer un profil Kred et un compte Kred. Grâce à cette plate-forme, chaque utilisateur peut voir comment les principaux influenceurs s’engagent dans leur communauté en ligne et comment chacune de vos actions en ligne a eu un impact sur vos scores d’influence.
Voici quelques suggestions que Kred donne au public sur l’influence croissante : 1) soyez généreux avec votre public, partagez librement le contenu de vos amis et publiez des tweets ; (2) rejoindre une communauté en ligne ; (3) créer et partager un contenu significatif ; (4) suivre vos progrès en ligne.

### Follower Wonk
Follower Wonk est spécifiquement destiné aux analyses Twitter, qui aident les utilisateurs à comprendre les données démographiques des suiveurs et optimisent vos activités pour trouver celle qui suscite le plus de retours positifs de vos abonnés.

### Keyhole
Keyhole est un dispositif de suivi et d'analyse de hashtag permettant de suivre les données de hashtag Instagram, Twitter et Facebook. C’est un service qui vous permet de savoir quel influenceur utilise un certain hashtag et quelles sont les autres informations démographiques concernant le hashtag. Lorsque vous entrez un hashtag sur son site Web, il échantillonne automatiquement de manière aléatoire les utilisateurs qui utilisent actuellement cette balise, ce qui permet à l'utilisateur d'analyser chaque hashtag qui les intéresse.

## Profil sociale militant sur Internet
La prédominance d'Internet et des médias sociaux a fourni aux militants en ligne à la fois une nouvelle plateforme d'activisme et l'outil le plus populaire. Alors que l'activisme en ligne peut susciter une grande controverse et une grande tendance, peu de gens participent ou se sacrifient pour des événements pertinents. Analyser le profil des militants en ligne devient un sujet intéressant. Dans une étude réalisée par Harp et ses coauteurs sur des militants en ligne en Chine, en Amérique latine et aux États-Unis. La majorité des militants en ligne sont des hommes en Amérique latine et en Chine avec un revenu médian inférieur ou égal à 10 000 dollars, tandis que la majorité des militants en ligne sont des femmes aux États-Unis avec un revenu médian compris entre 30 000 et 69 999 dollars ; et le niveau d'éducation des militants en ligne aux États-Unis a tendance à être un travail / une formation de troisième cycle, alors que les militants dans d'autres pays ont des niveaux d'éducation inférieurs.
Un examen plus approfondi de leur contenu partagé en ligne montre que les informations les plus partagées en ligne comprennent cinq types :
1. Collecte de fonds : sur les trois pays, les militants chinois ont le plus de contenu sur la collecte de fonds sur les trois.
2. Pour publier des liens: les militants latino-américains ont le plus à faire pour publier des liens.
3. Pour promouvoir le débat ou la discussion : les militants latino-américains et chinois affichent plus de contenus que les militants américains pour promouvoir le débat ou la discussion.
4. Pour publier des informations telles que des annonces et des nouvelles: les militants américains publient davantage de contenu de ce type que les militants d'autres pays.
5. Pour communiquer avec un journaliste : dans cette section, les militants chinois prennent les devants.

## Utilisation

### Élections
L'utilisation du profilage permet de cibler spécifiquement certains électeurs de manière à influencer les résultats d'un vote.
Ce système d'influence fonctionnant avec de l'intelligence artificielle a notamment été utilisé lors des élections aux Etats-Unis ou au sujet du Brexit.

### Score du crédit social en Chine
Voir aussi : le crédit social et le système du crédit social
Le gouvernement chinois espère mettre en place un « système de crédit social » visant à évaluer la « solvabilité financière des citoyens », le comportement social et même le comportement politique. Ce système combinera les technologies du Big Data et du profilage social. Selon Celia Hatton de BBC News, tout le monde en Chine devrait s’inscrire dans une base de données nationale qui inclut et calcule automatiquement les informations fiscales, le comportement politique, le comportement social et la vie quotidienne, y compris les infractions mineures au code de la route – un score unique qui évalue la fiabilité du citoyen.
Les scores de crédibilité, les scores d'influence sociale et d'autres évaluations complètes de personnes ne sont pas rares dans d'autres pays. Cependant, le « système de crédit social » de la Chine reste sujet à controverse car ce score unique peut refléter tous les aspects d'une personne. En effet, « beaucoup de choses à propos du système de crédit social restent floues. »

#### Comment les entreprises seraient-elles limitées par le système de pointage de crédit en Chine?
Bien que la mise en œuvre du score de crédit social reste controversée en Chine, le gouvernement chinois souhaite mettre pleinement en œuvre ce système d'ici 2018. Selon Jake Laband (directeur adjoint du bureau du conseil des affaires américano-chinois à Beijing) Le pointage de crédit social sera non seulement affecté par des critères légaux, mais également par des critères sociaux tels que la rupture de contrat. Cependant, cela a été une grande préoccupation pour la confidentialité des grandes entreprises en raison de la quantité énorme de données qui seront analysées par le système.